# Молдаванский
Молдаванский — хутор в Красноармейском районе Краснодарского края.
Входит в состав Октябрьского сельского поселения.

## География

### Улицы
- пер. Прикубанский,
- пер. Тихий,
- ул. Октябрьская,
- ул. Прикубанская.

## Население
| 2002 | 2010 |
| ---- | ---- |
| 371  | ↗435 |